# Jonathan Frid
Jonathan Frid, pseudonimo di John Herbert Frid (Hamilton, 2 dicembre 1924 – Hamilton, 14 aprile 2012), è stato un attore canadese, celebre per aver interpretato il vampiro Barnabas Collins nella soap opera Dark Shadows.

## Biografia
Durante la seconda guerra mondiale, Frid servì nella Marina Canadese, laureandosi poi nel 1948 all'Università McMaster a Hamilton, sua città nativa. L'anno successivo si iscrisse alla Royal Academy of Dramatic Art di Londra, mentre nel 1957 conseguì un Master in regia presso la Yale University.
Dopo alcuni primi ruoli televisivi in prodotti della Canadian Broadcasting Corporation, Frid raggiunse la notorietà con la soap opera Dark Shadows, nella quale interpretò il vampiro Barnabas Collins; la serie andò in onda dal 1966 al 1971 e quella di Barnabas Collins rimane tuttora la performance più celebre di Frid. Nel 1970 prese parte come protagonista al film horror La casa dei vampiri e nel 1971 al film di esordio di Oliver Stone, La regina del male.
Dagli anni '80, Frid prese parte a numerose iniziative e convention celebrative di Dark Shadows, mentre nel 2012 apparve in un cameo nel film Dark Shadows di Tim Burton, remake della soap opera di cui fu protagonista, in cui il ruolo di Barnabas Collins fu interpretato da Johnny Depp.
Frid morì il 14 aprile 2012, all'età di 87 anni, a causa di una polmonite e di complicazioni a seguito di una caduta.

## Filmografia parziale

### Cinema
- La casa dei vampiri (House of Dark Shadows), regia di Dan Curtis (1970)
- La regina del male (Seizure), regia di Oliver Stone (1974)
- Dark Shadows, regia di Tim Burton (2012)

### Televisione
- Dark Shadows – soap opera, 594 puntate (1967-1971)
- La figlia del diavolo (The Devil's Daughter), regia di Jeannot Szwarc – film TV (1973)

## Doppiatori italiani
- Michele Kalamera in La casa dei vampiri